# Преки избори
Преките избори в политиката се характеризират с пряко избирателно право на гражданите, тоест между избирателите и кандидатите или кандидатиралите се политически партии няма никаква формална преграда, всеки вот се преброява и пряко определя развръзката на изборите. Всеки гражданин пряко допринася за развитието на политическата система и самата държава.